# De Laveau

Herb de Laveau

de Laveau (de Laveaux) − polski  herb szlachecki, herb własny z indygenatu przyniesiony z Lotaryngii.

## Opis herbu
Opis zgodnie z klasycznymi regułami blazonowania:
Tarcza dzielona w krzyż z polem sercowym. W polach I i IV, błękitnych, trzy pasy srebrne, nad najwyższym korona o pięciu pałkach, złota; w polach II i III piaskowych trzy brony srebrne; w polu sercowym trzy wieże srebrne. Nad tarczą korona dziewięciopałkowa.

## Najwcześniejsze wzmianki
Indygenat udzielony w 1775 Ludwikowi de Levaux, synowi Klaudiusza Antoniego, pochodzącemu z Lotaryngii, początkowo w służbie rosyjskiej, od 1773 pułkownikowi wojsk koronnych, od 1779 dziedzicowi Kobyłki.

## Herbowni
Jedna rodzina herbownych (herb własny):
de Laveau (Laveau, de Laveaux).